# Давидовац (Кладово)
Давидовац је насеље у Србији у општини Кладово у Борском округу. Према попису из 2022. у насељу је било 438 становника (према попису из 2011. било је 534 становника, према попису из 2002. било је 610 становника). Стари назив насеља је Џеџерац.

## Демографија
Према последњем попису из 2022. године у Давидовцу је живело 438 становника што је за 96 мање у односу на 2011. када је на попису било 534 становника. У насељу живи 388 пунолетних становника, а просечна старост становништва износи 49,38 година (47,07 код мушкараца и 51,71 код жена).
Према подацима пописа из 2022. у насељу има 162 домаћинства, а просечан број чланова по домаћинству је 2,70. а према истом попису у насељу има 244 стамбених јединица од којих је 175 насељених.
Ово насеље је великим делом насељено Србима (према попису из 2002. године), а у последња три пописа, примећен је пад у броју становника.
|  |

| Демографија | Демографија | Демографија |
| Година      | Становника  | Становника  |
| ----------- | ----------- | ----------- |
| 1948.       | 627         |             |
| 1953.       | 714         |             |
| 1961.       | 646         |             |
| 1971.       | 710         |             |
| 1981.       | 683         |             |
| 1991.       | 626         | 621         |
| 2002.       | 610         | 628         |
| 2011.       | 534         |             |
| 2022.       | 438         |             |

| Етнички састав према попису из 2002.‍ | Етнички састав према попису из 2002.‍ | Етнички састав према попису из 2002.‍ | Етнички састав према попису из 2002.‍ | Етнички састав према попису из 2002.‍ |
| ------------------------------------ | ------------------------------------ | ------------------------------------ | ------------------------------------ | ------------------------------------ |
|                                      |                                      |                                      |                                      |                                      |
| Срби                                 | Срби                                 |                                      | 570                                  | 93,44%                               |
| Власи                                | Власи                                |                                      | 13                                   | 2,13%                                |
| Југословени                          | Југословени                          |                                      | 8                                    | 1,31%                                |
| Румуни                               | Румуни                               |                                      | 4                                    | 0,65%                                |
| Црногорци                            | Црногорци                            |                                      | 2                                    | 0,32%                                |
| непознато                            | непознато                            |                                      | 2                                    | 0,32%                                |

| Година пописа     | 1948. | 1953. | 1961. | 1971. | 1981. | 1991. | 2002. |
| ----------------- | ----- | ----- | ----- | ----- | ----- | ----- | ----- |
| Број домаћинстава | 143   | 147   | 149   | 175   | 191   | 174   | 189   |

| Број чланова      | 1  | 2  | 3  | 4  | 5  | 6  | 7 | 8 | 9 | 10 и више | Просек |
| ----------------- | -- | -- | -- | -- | -- | -- | - | - | - | --------- | ------ |
| Број домаћинстава | 26 | 52 | 23 | 45 | 30 | 10 | 3 | 0 | 0 | 0         | 3,23   |

| Пол    | Укупно | Неожењен/Неудата | Ожењен/Удата | Удовац/Удовица | Разведен/Разведена | Непознато |
| ------ | ------ | ---------------- | ------------ | -------------- | ------------------ | --------- |
| Мушки  | 257    | 88               | 160          | 6              | 3                  | 0         |
| Женски | 268    | 40               | 164          | 52             | 12                 | 0         |
| УКУПНО | 525    | 128              | 324          | 58             | 15                 | 0         |

| Пол    | Укупно                    | Пољопривреда, лов и шумарство | Рибарство                            | Вађење руде и камена | Прерађивачка индустрија       |
| ------ | ------------------------- | ----------------------------- | ------------------------------------ | -------------------- | ----------------------------- |
| Мушки  | 118                       | 5                             | 0                                    | 0                    | 39                            |
| Женски | 57                        | 4                             | 0                                    | 0                    | 17                            |
| УКУПНО | 175                       | 9                             | 0                                    | 0                    | 56                            |
| Пол    | Производња и снабдевање   | Грађевинарство                | Трговина                             | Хотели и ресторани   | Саобраћај, складиштење и везе |
| Мушки  | 5                         | 10                            | 21                                   | 4                    | 18                            |
| Женски | 1                         | 1                             | 11                                   | 5                    | 2                             |
| УКУПНО | 6                         | 11                            | 32                                   | 9                    | 20                            |
| Пол    | Финансијско посредовање   | Некретнине                    | Државна управа и одбрана             | Образовање           | Здравствени и социјални рад   |
| Мушки  | 0                         | 0                             | 4                                    | 0                    | 3                             |
| Женски | 0                         | 0                             | 1                                    | 2                    | 6                             |
| УКУПНО | 0                         | 0                             | 5                                    | 2                    | 9                             |
| Пол    | Остале услужне активности | Приватна домаћинства          | Екстериторијалне организације и тела | Непознато            | Непознато                     |
| Мушки  | 1                         | 0                             | 0                                    | 8                    | 8                             |
| Женски | 1                         | 0                             | 0                                    | 6                    | 6                             |
| УКУПНО | 2                         | 0                             | 0                                    | 14                   | 14                            |